# داگلاس ویل (جورجیا)
داگلاس ویل، جورجیا (به انگلیسی: Douglasville, Georgia) یک شهر در ایالات متحده آمریکا با جمعیت ۳۰٬۹۶۱ نفر است که در جورجیا واقع شده‌است.

## موقعیت جغرافیایی
موقعیت جغرافیایی شهرها و مناطق اطراف به شرح زیر است: